# Pisici de buzunar
"Pisicile de buzunar", cum mai sunt numite, fac parte din familia felidelor, fiind niște pisici ce au dimensiunile foarte reduse. O pisică de buzunar adultă este de mărimea unui pui de pisică de aproximativ 2-3 luni. Aceste pisici au fost obținute printr-o mutație genetică întâmplătoare, dar dispun de o medie de viață doar puțin mai scăzută decât de cea a pisicilor normale. Acestea bucură la vedere, fiind însă foarte rare, fenomenul lor fiind cunoscut doar din secolul antecedent de omenire și de majoritatea cercetătorilor din domeniu.
Exista mai multe rase de pisici mici, cum ar fii:
Munchkin,Singapura,Bambino,Genetta,Skookum.